# NGC 1961
NGC 1961 (również IC 2133, PGC 17625, UGC 3334 lub Arp 184) – galaktyka spiralna z poprzeczką (SBbc), znajdująca się w gwiazdozbiorze Żyrafy. Odkrył ją William Herschel 3 grudnia 1788 roku. Jest to galaktyka z aktywnym jądrem typu LINER.

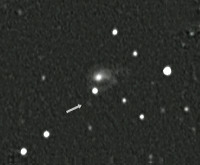
Supernowa SN 2001is w NGC 1961

Do tej pory w galaktyce zaobserwowano trzy supernowe: SN 1998eb (typ Ia, jasność maksymalna ok. 17,8m) SN 2001is (typ Ib, jasność max. 17,6m) oraz SN 2013cc (typ II, jasność max. 17m).